# Frullania handel-mazzettii
Frullania handel-mazzettii là một loài Rêu trong họ Jubulaceae. Loài này được S. Hatt. mô tả khoa học đầu tiên năm 1981.